# Teniente
Teniente (abreviado Tte.) es un oficial de un ejército, guardia nacional o fuerza aérea. Por lo general, está al mando de una sección.
En su acepción más amplia y más antigua, se dice que un "teniente" es el que hace las veces de otro (como sustituto) durante su ausencia.
En el ámbito de los países que forman parte de la OTAN, al grado de teniente le corresponde el código OF-1 (como al grado de alférez, subteniente o segundo teniente) según la norma STANAG 2116 que estandariza los grados del personal militar.

## Etimología
La palabra teniente proviene del latín medieval tenens, que significa "el que sostiene" o "el que mantiene". Este término deriva del verbo latino tenere, que significa "sostener" o "mantener". En su origen, el término tenens hacía referencia a alguien que tenía o sostenía una posición o autoridad, en este caso, una responsabilidad dentro de una jerarquía.
En el contexto militar, la palabra teniente comenzó a usarse para designar a un oficial subalterno encargado de asistir a un superior o sustituirlo en su ausencia, un papel que implicaba "sostener" o "mantener" el orden en nombre de un rango superior. De ahí surge su uso en el ámbito militar para referirse a quienes ocupan un puesto de mando, aunque con un grado menor que otros oficiales, como el capitán o el general.
En algunos países, como España, la palabra también ha sido utilizada históricamente para referirse a cargos administrativos o políticos, como el teniente alcalde, quien es el adjunto del alcalde en una ciudad o municipio. Así, el término refleja la idea de alguien que actúa en lugar de otro o que mantiene una función de apoyo o liderazgo.

## Argentina
En el  Ejército Argentino, es el grado superior a subteniente e inferior a teniente primero. En la Fuerza Aérea Argentina, teniente es el rango superior a alférez e inferior a primer teniente. Equivale a teniente de corbeta en la Armada.

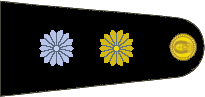
Insignia de Teniente del Ejército Argentino.
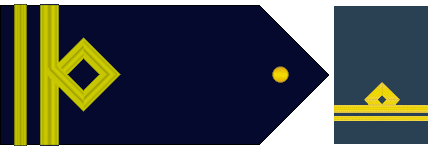
Insignias de Teniente de la Fuerza Aérea Argentina.

## Brasil
En el Ejército Brasileño y en la Fuerza Aérea Brasileña, segundo tenente es el grado superior a aspirante a oficial e inferior a primeiro tenente. Ya en la Marina de Brasil, el segundo tenente es superior a guarda marinha e inferior a primeiro tenente.

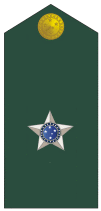
Insignia de Teniente del Ejército Brasileño.
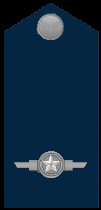
Insignia de Teniente de la Fuerza Aérea Brasileña.
Insignia de Teniente de la Marina de Brasil.

## Chile
En Chile, el grado de teniente pertenece al rango de los oficiales subalternos y se encuentra entre las categorías de subteniente y capitán.
La insignia del teniente del Ejército de Chile se denomina presilla y está compuesta por una paleta dorada y 2 estrellas plateadas puestas a lo largo. Su forma es rectangular, pero evidencia una característica: el remate que mira hacia el cuello forma un semicírculo, mientras que el extremo opuesto termina recto.
En Carabineros de Chile, la presilla posee idéntica disposición y forma, solo que las estrellas plateadas tienen un brillo más claro.
En la Gendarmería de Chile, existen en el escalafón dos tipos de tenientes: el teniente 2.º y el teniente 1.º. El teniente 2.º corresponde a un subteniente que ha sido ascendido a este rango, mientras que el teniente 1.º corresponde a un teniente 2.º que ha sido ascendido hasta este rango. El siguiente grado en línea de ascenso es el de capitán. 
El grado de teniente 2.º utiliza actualmente galones con forma de presilla sencilla con dos estrellas plateadas brillantes al igual que el Ejército y Carabineros, pero de color blanco. El rango de teniente 1.º utiliza galones con forma de presilla sencilla con dos estrellas más los colores verde boldo y blanco para marcar la diferencia con el grado anterior.
Se han utilizado varios distintivos de grados diferentes a lo largo de la historia de Gendarmería. Desde la creación de la institución se usaron presillas sencillas doradas con dos estrellas idénticas a las del Ejército, pero durante la dictadura militar de  Augusto Pinochet en los años ochenta, se suprimieron los grados de teniente 2.º y teniente 1.º quedando solo un tipo de teniente en el escalafón. Además, se implementó el empleo de galones de pala verde boldo con dos estrellas opacas.
En la Fuerza Aérea de Chile (FACh), la insignia de teniente se compone de dos galones de color azul celeste (de 8 mm) sobre la bocamanga con una estrella del mismo tono sobre ellos, fruto de la tradición naval que la FACh heredó de la Armada después de su creación y unificación de los servicios aéreos del Ejército y la Armada de Chile en la década de 1930.
Los tenientes de la Armada de Chile pueden ostentar el grado de teniente 2.º y llevar dos galones de 7 mm horizontales dorados en la bocamanga con una estrella del mismo color; o bien de teniente 1.º, que se distingue por llevar tres galones iguales a los de los tenientes primeros en la bocamanga debajo de las correspondientes estrellas. Un teniente 1.º de la Armada equivale a un capitán de Ejército, Carabineros, Gendarmería y Fuerza Aérea.
| Rango                 | Ejército de Chile | Armada de Chile | Fuerza Aérea de Chile | Carabineros de Chile | Gendarmería de Chile |  |
| --------------------- | ----------------- | --------------- | --------------------- | -------------------- | -------------------- |  |
| Oficiales Subalternos | Teniente          | Teniente 2.º    | Teniente              | Teniente             | Teniente 1.º         |  |
|                       | -                 | -               | -                     | -                    | Teniente 2.º         |  |
|                       |                   |                 |                       |                      |                      |  |

## Colombia
En las fuerzas militares (Ejército, Armada, Fuerza Aérea) y la Policía Nacional, teniente es el segundo grado de los oficiales, grado inmediatamente inferior al de Capitán e inmediatamente superior al de Subteniente. En el Ejército, la Infantería de Marina y la Fuerza Aérea, este grado se identifica por dos estrellas, mientras que en la Policía Nacional lo es por dos barras separadas.
El grado equivalente en la Armada, es teniente de fragata.

Insignia de Teniente del Ejército.
Insignia de subteniente (Infantería de Marina)/teniente de fragata (Armada).
Insignia de Teniente de la Fuerza Aérea.
Insignia de Teniente de la Policía Nacional.

## El Salvador
Corresponde al grado  que ostenta el oficial subalterno que se encuentra entre los grados de subteniente y capitán. La insignia está formada por dos barras verticales. Este mismo grado tiene su homónimo en la Fuerza Aérea. En la Fuerza Naval, equivale al teniente de fragata.
Para obtener el grado de teniente se necesita acreditar cuatro años de servicio como subteniente y, además, haber concluido la licenciatura en Administración Militar en el Instituto Especializado de nivel superior «Escuela Militar Capitán General Gerardo Barrios». No existe equivalente para la Policía Nacional Civil.

## España
Empleo de oficial propio de los Ejércitos de Tierra, Aire, de algunos cuerpos de la Armada y del Instituto Armado de la Guardia Civil que ostenta el mando de unidades de tropa del tamaño de una sección o similar. En la Guardia Civil puede ejercer el mando de un puesto principal.Se halla por encima del alférez (empleo actualmente empleado por los oficiales de complemento, los reservistas voluntarios y los aspirantes a oficial, alférez cadete) y por debajo del capitán. Suele ser el empleo inicial de los integrantes de las Escalas de Oficiales por acceso directo, tras cursar 5 años de estudios en las diferentes Academias o Escuelas militares. A partir de la promoción que ingresó en ellas en 2010, la finalización de estos estudios conllevó, además del empleo de teniente, una ingeniería de grado válida también en el ámbito civil. Este empleo se encuentra jerárquicamente también por encima de los empleos de suboficial mayor y subteniente, últimos dos empleos de la escala de suboficiales, siendo en el pasado este último un empleo de oficial.
Su equivalente en la Armada es el alférez de navío. La divisa consta de 2 estrellas de 6 puntas sobre fondo de color variable en función del Ejército, caqui/verde (Ejército de Tierra), azul (Ejército del Aire) y verde oscuro en la Guardia Civil. 
En el ordenamiento militar español también está contemplada la figura del teniente de complemento. Como su nombre indica "complementa" a los militares de carrera para cometidos específicos. Firman un contrato con un plazo determinado, máximo de 15 años, al final del cual deben abandonar obligatoriamente las fuerzas armadas. Su formación es bastante más corta que la de los militares de carrera, pero se les exige titulación universitaria previa (pueden ascender hasta el grado de capitán de complemento).

Divisa teniente Ejército de Tierra.
Divisa alférez navío Armada.
Divisa teniente Infantería de Marina.
Divisa teniente Ejército del Aire.
Divisa teniente Guardia Civil.

## Estados Unidos

Pala de teniente de la Fuerza Aérea

Divisas de teniente de la Armada

En el Ejército, la Infantería de Marina y la Fuerza Aérea de los Estados Unidos, el rango equivalente a teniente es el de Primer Teniente (First Lieutenant), superior a Second Lieutenant e inmediatamente inferior a Capitán (Captain). Tiene asignada la categoría O-2.
Normalmente, el segundo teniente (O-1) suele ser promovido a primer teniente (O-2) después de dieciocho meses de servicio en el Ejército o veinticuatro en la Fuerza Aérea o en la Infantería de Marina. La diferencia entre ambos rangos es pequeña y se ciñe a la experiencia y a la diferencia salarial.
Por otra parte, en las ramas navales de las Fuerzas Armadas estadounidenses, esto es, en la Armada y en la Guardia Costera, el rango de teniente (Lieutenant) es el tercero de los diez que componen la oficialidad en tiempos de paz, por encima del Lieutenant Junior Grade y por debajo del Lieutenant Commander. Tiene asignada la categoría O-3, la misma que el rango de capitán en el Ejército, la Infantería de Marina y la Fuerza Aérea.

## México
En México, el grado de Teniente se aplica en diferentes corporaciones y fuerzas armadas. En las corporaciones policiacas, el Teniente se encuentra entre el Suboficial y el Capitán. En las fuerzas armadas (Ejército Mexicano), el Teniente se halla entre el Subteniente y el Capitán Segundo. Su rango se identifica por tener dos galones del mismo tamaño en las hombreras. Es el encargado de asistir al Capitán Segundo y Capitán Primero en el mando de la Compañía.
En la Armada de México, la equivalencia del grado de Teniente sería Teniente de Corbeta, mientras que en la Fuerza Aérea Mexicana (FAM), el grado es igual, Teniente.

## Perú

### Ejército y Fuerza Aérea
Segundo grado en la jerarquía peruana de oficiales: superior al subteniente o alférez e inferior al capitán.

### Marina
El teniente segundo, entre los oficiales de Marina, ocupa el segundo lugar en la jerarquía de oficiales, entre el alférez de fragata y el teniente primero.

### Cuerpo General de Bomberos Voluntarios del Perú
Teniente CBP es el cuarto grado, por encima de subteniente CBP, seccionario CBP y aspirante CBP.

## República Dominicana
Al igual que en la mayoría de los países latinos, teniente es la persona encargada de supervisar que las órdenes sean cumplidas estrictamente como fueron impartidas, como es el caso de la Policía Nacional, El Ejército Nacional, la Fuerza Aérea, y La Armada de La República. Es el primer rango de oficial Subalterno, luego le sigue primer Tte. y capitán; con el paso de los años su uso ha ido cambiando.
El rango se representa por un pino plateado en las fuerzas terrestres y aéreas, así como en la policía nacional cuerpo especializado en el orden público. En la Armada se distingue por barras doradas. El grado de primer Tte lo representan 2. Pinos y el de capitán 3,luego sigue oficial superior, grado.

## Venezuela
En Venezuela se le llama Teniente (Tte.) en el Ejército Bolivariano, la Aviación Militar Bolivariana, la Guardia Nacional Bolivariana y la Milicia Bolivariana mientras que en la Armada Bolivariana se le llama Teniente de Corbeta (TC). Hasta 1999 se conocía como subteniente.
Oficialidad
| Ejército Bolivariano | Armada Bolivariana  | Aviación Militar Bolivariana | Guardia Nacional Bolivariana | Milicia Bolivariana |
| -------------------- | ------------------- | ---------------------------- | ---------------------------- | ------------------- |
| Teniente             | Teniente de Corbeta | Teniente                     | Teniente                     | Teniente            |